# GBR-13069
4767934
5974189
C28H30F2N2O448,558  g · mol −1
GBR-13069 là một chất ức chế tái hấp thu dopamine có chọn lọc và tâm thần.